# Suha Dolîna, Mîkolaiiv
Suha Dolîna (în ucraineană Суха Долина) este un sat în comuna Brodkî din raionul Mîkolaiiv, regiunea Liov, Ucraina.

## Demografie
Componența lingvistică a localității Suha Dolîna
     Ucraineană (100%)
Conform recensământului din 2001, toată populația localității Suha Dolîna era vorbitoare de ucraineană (100%).